# Самуїл (Болгарія)
Самуї́л (болг. Самуил) — село в Разградській області Болгарії. Адміністративний центр общини Самуїл.

## Населення
За даними перепису населення 2011 року у селі проживали 1576 осіб.
Національний склад населення села:
| Національність   | Кількість осіб | Відсоток |
| ---------------- | -------------- | -------- |
| турки            | 1190           | 86,6%    |
| болгари          | 148            | 10,8%    |
| цигани           | 26             | 1,9%     |
| Всього відповіли | 1374           |          |

Розподіл населення за віком у 2011 році:
Динаміка населення: